# Saarlouis járás
Saarlouis járás egy járás Saar-vidék tartományban. Saarlouis járás Regionalverband Saarbrücken, Neunkirchen, St. Wendel és Merzig-Wadern járásokkal határos. Lakosainak száma 196 611 fő (2014. január 3.).
A legközelebbi német nagyváros Saarbrücken, amely Saarlouis városától mindössze 27 km távolságra található.

## Népesség
| 2014 | 196 611 |

## Városok és községek
| Városok 1. Dillingen/Saar 2. Lebach 3. Saarlouis Községek 1. Bous 2. Ensdorf 3. Nalbach 4. Rehlingen-Siersburg 5. Saarwellingen 6. Schmelz 7. Schwalbach 8. Überherrn 9. Wadgassen 10. Wallerfangen |

## Képek

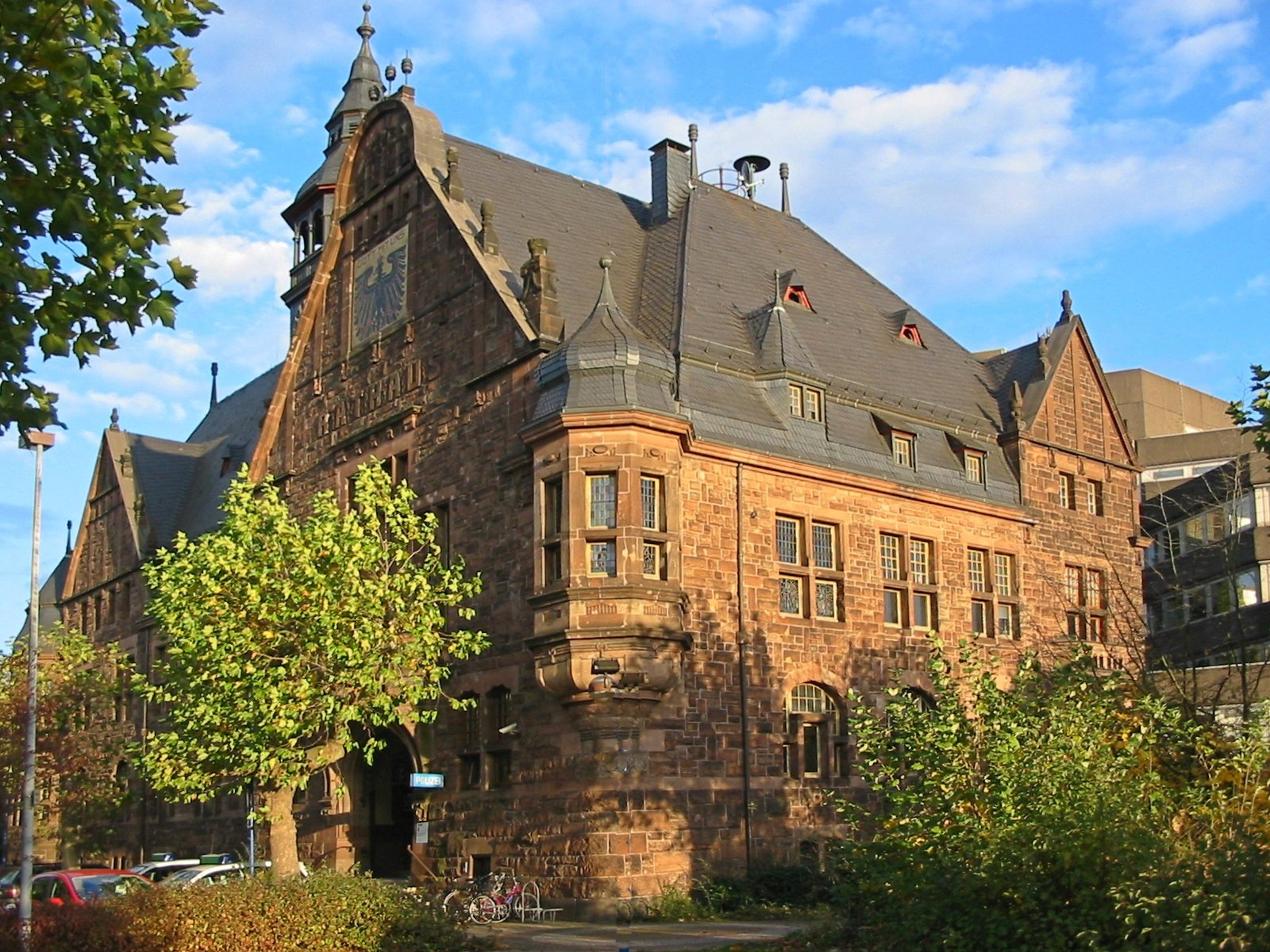
Dillingen: a régi városháza
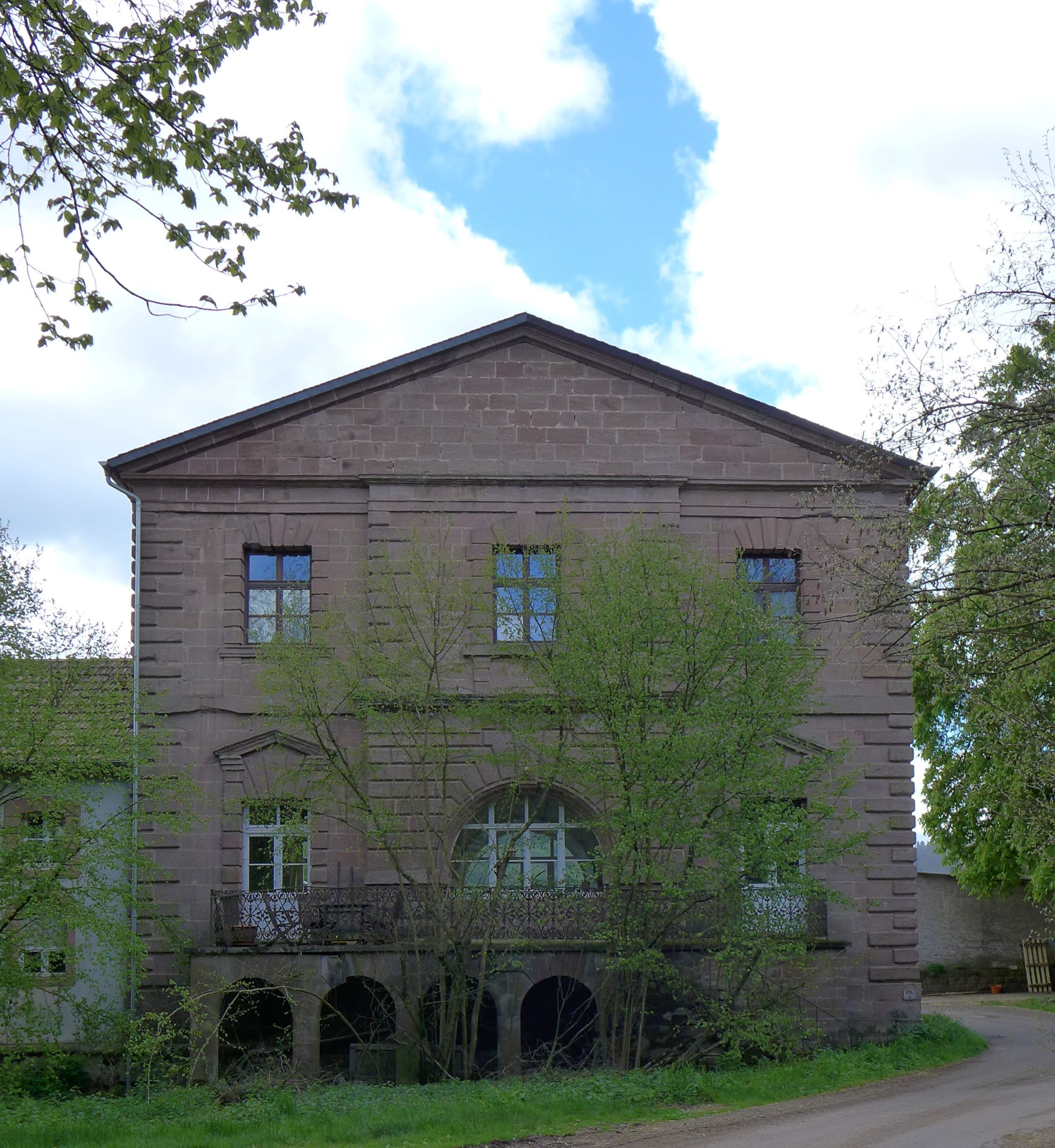
Lebach: a volt La Motte kastély kapuháza
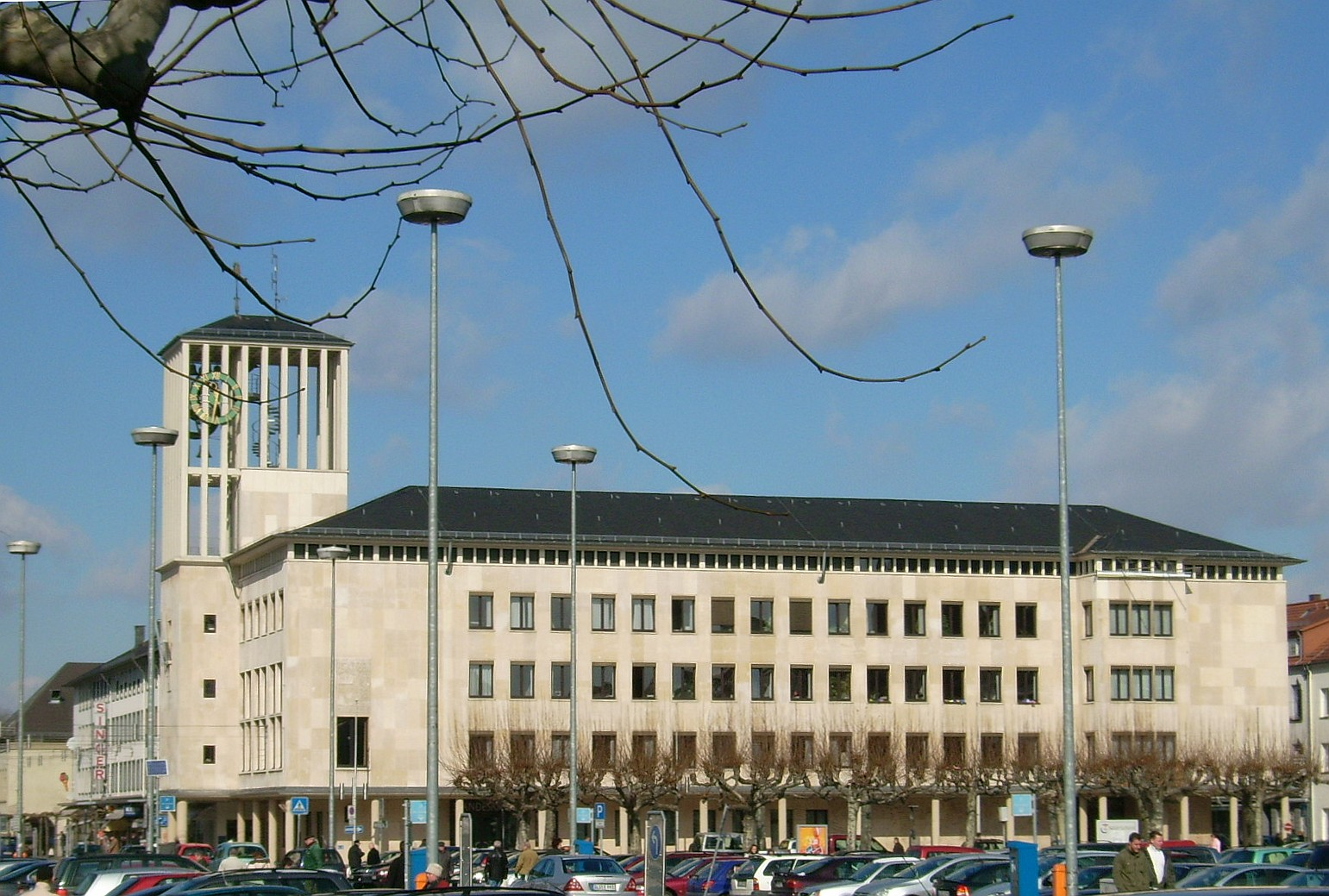
Saarlouis: a városháza
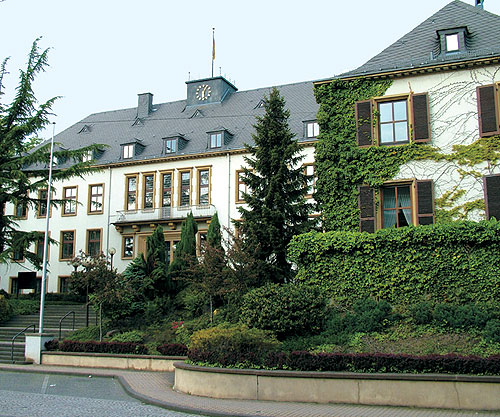
Bous: a városháza
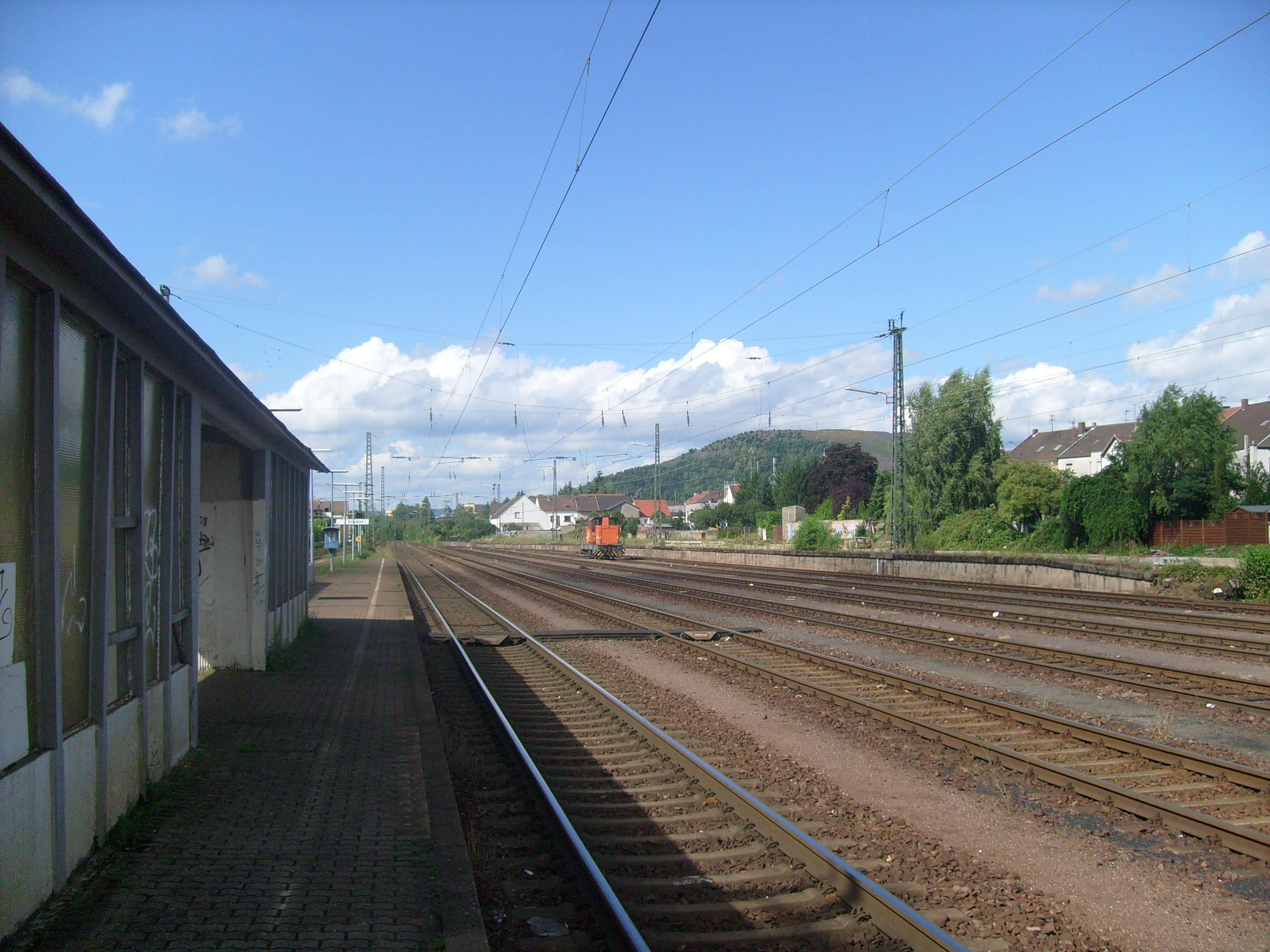
Ensdorf: a vasútmegálló
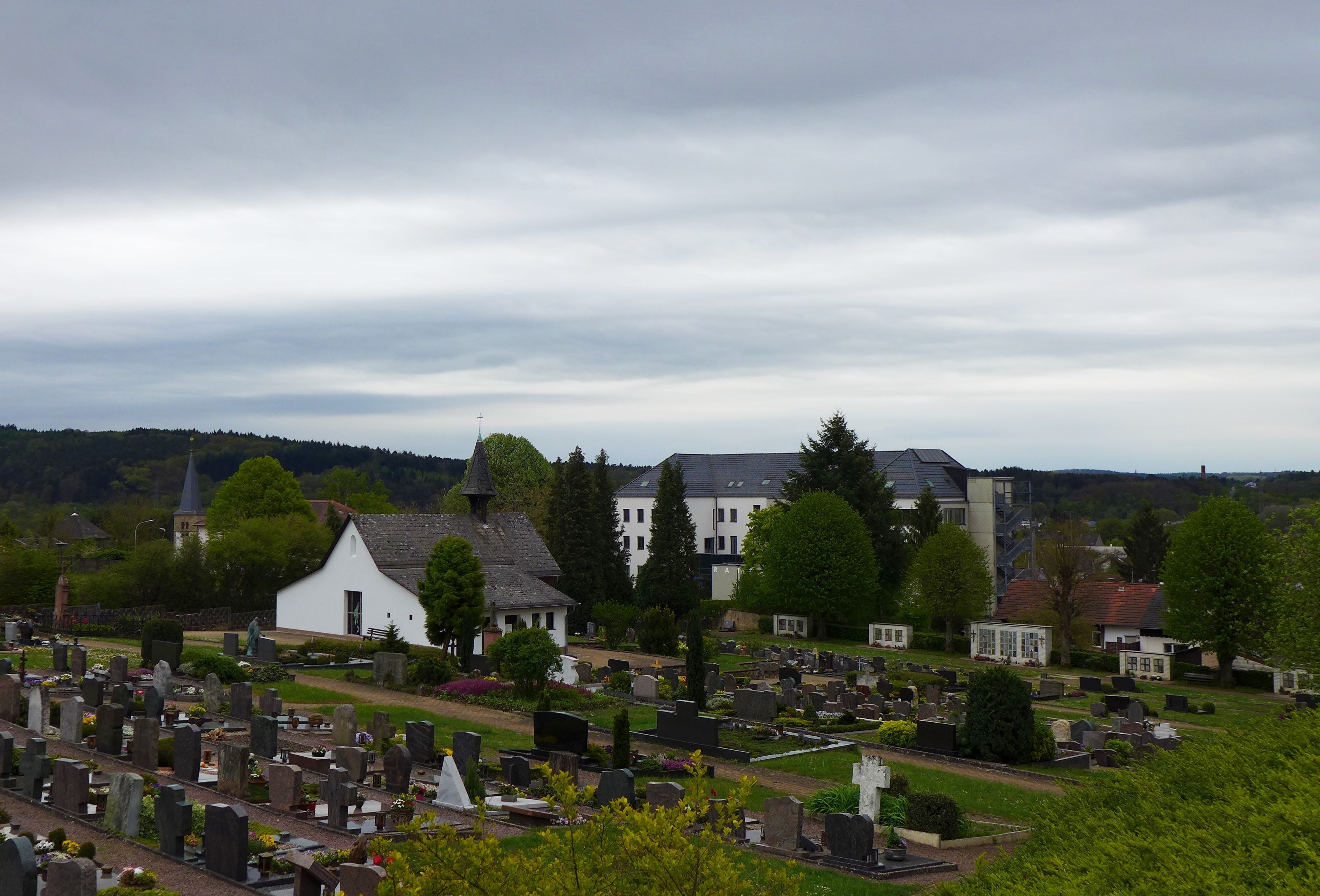
Nalbach: a temető
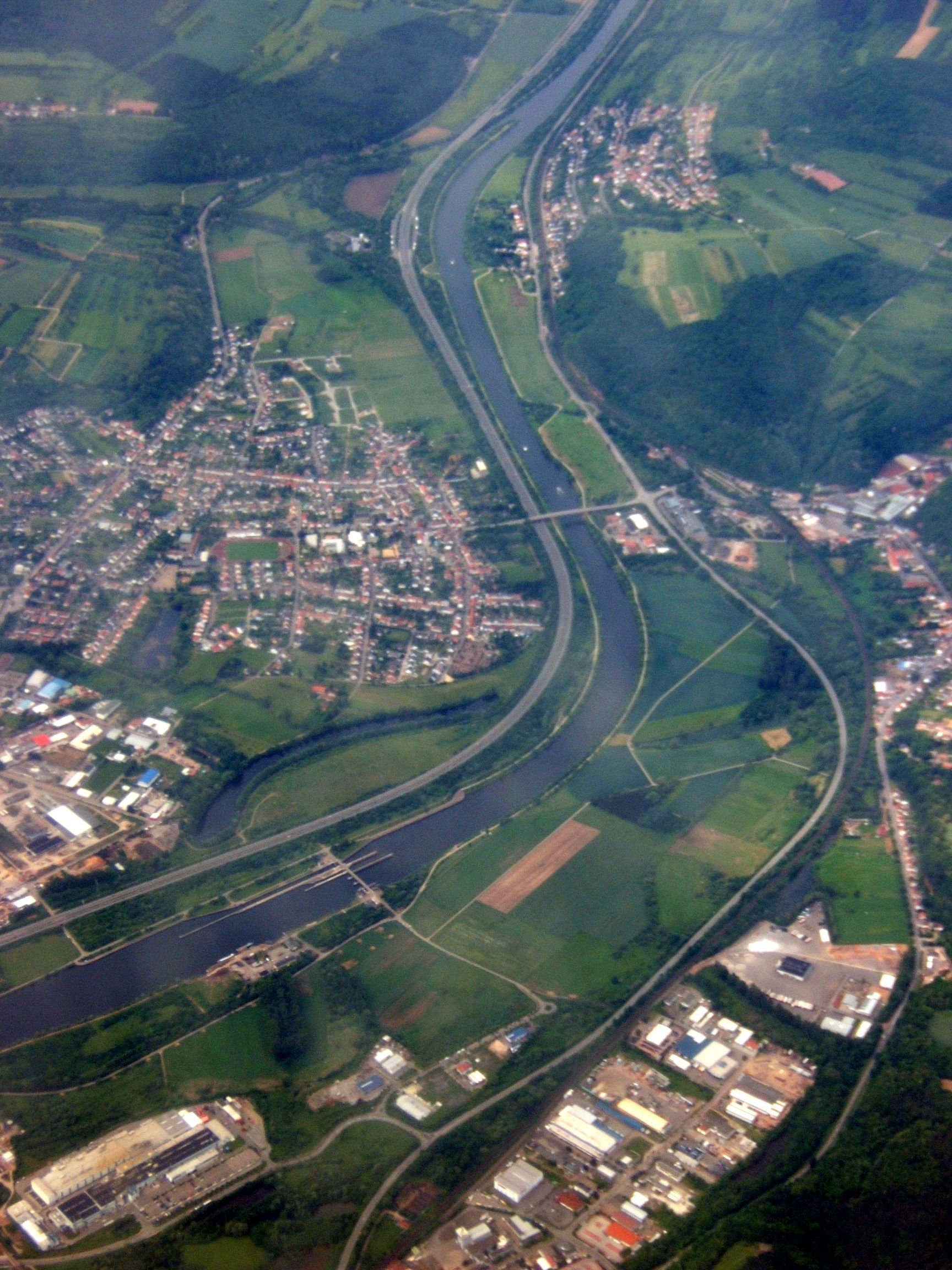
:Rehlingen
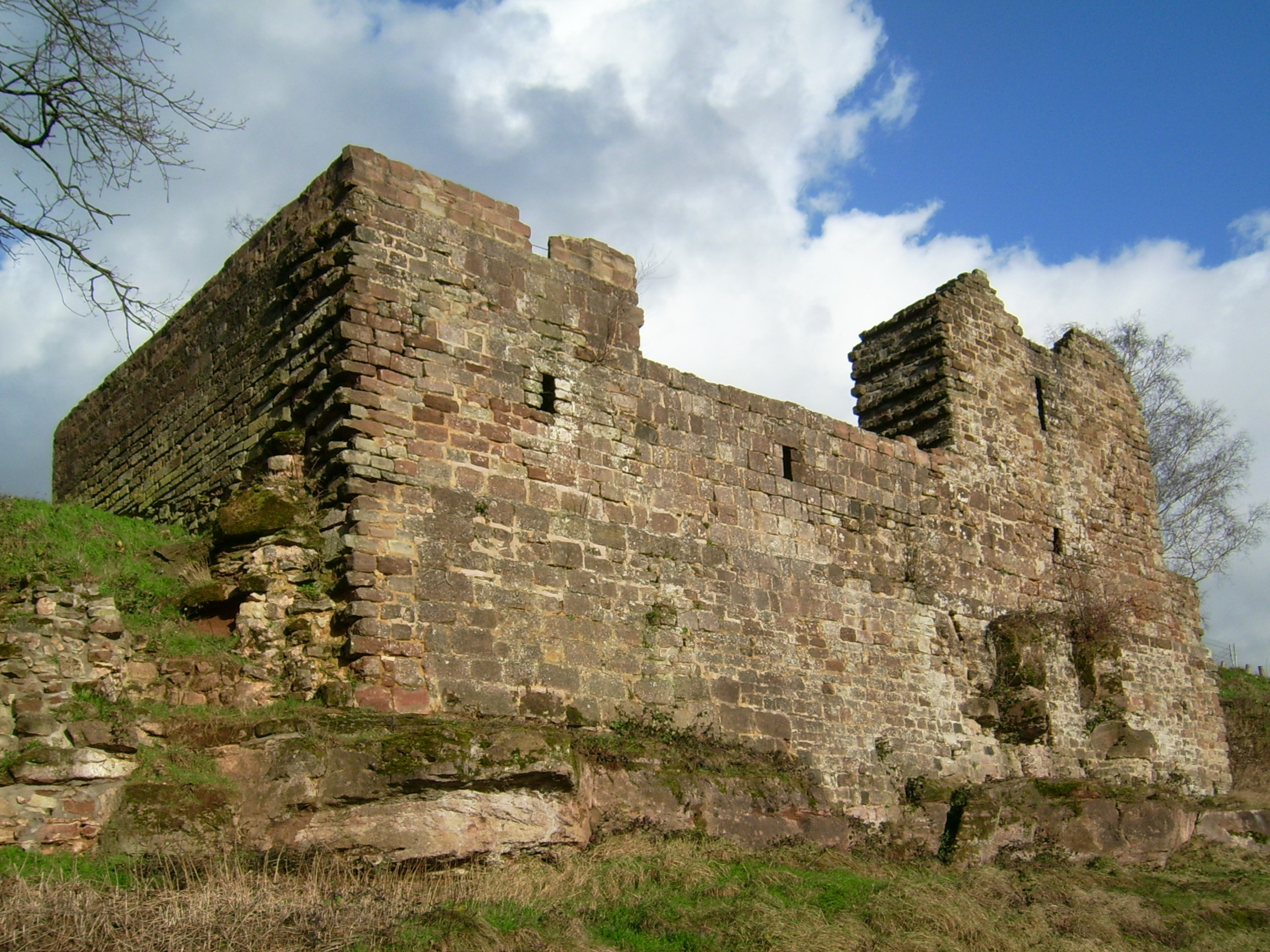
A Siersburg
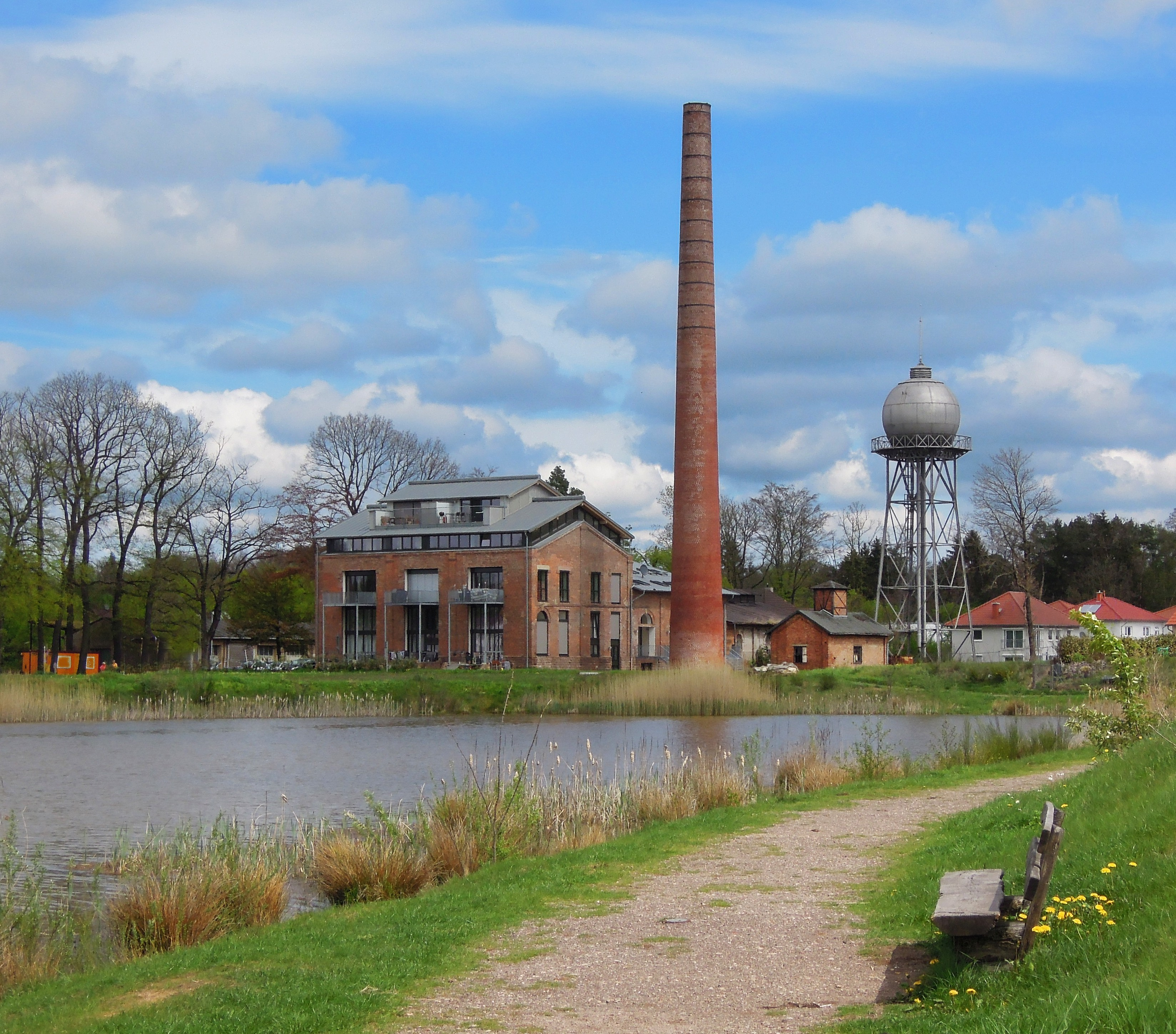
Saarwellingen: a korábbi dinamitgyár épülete
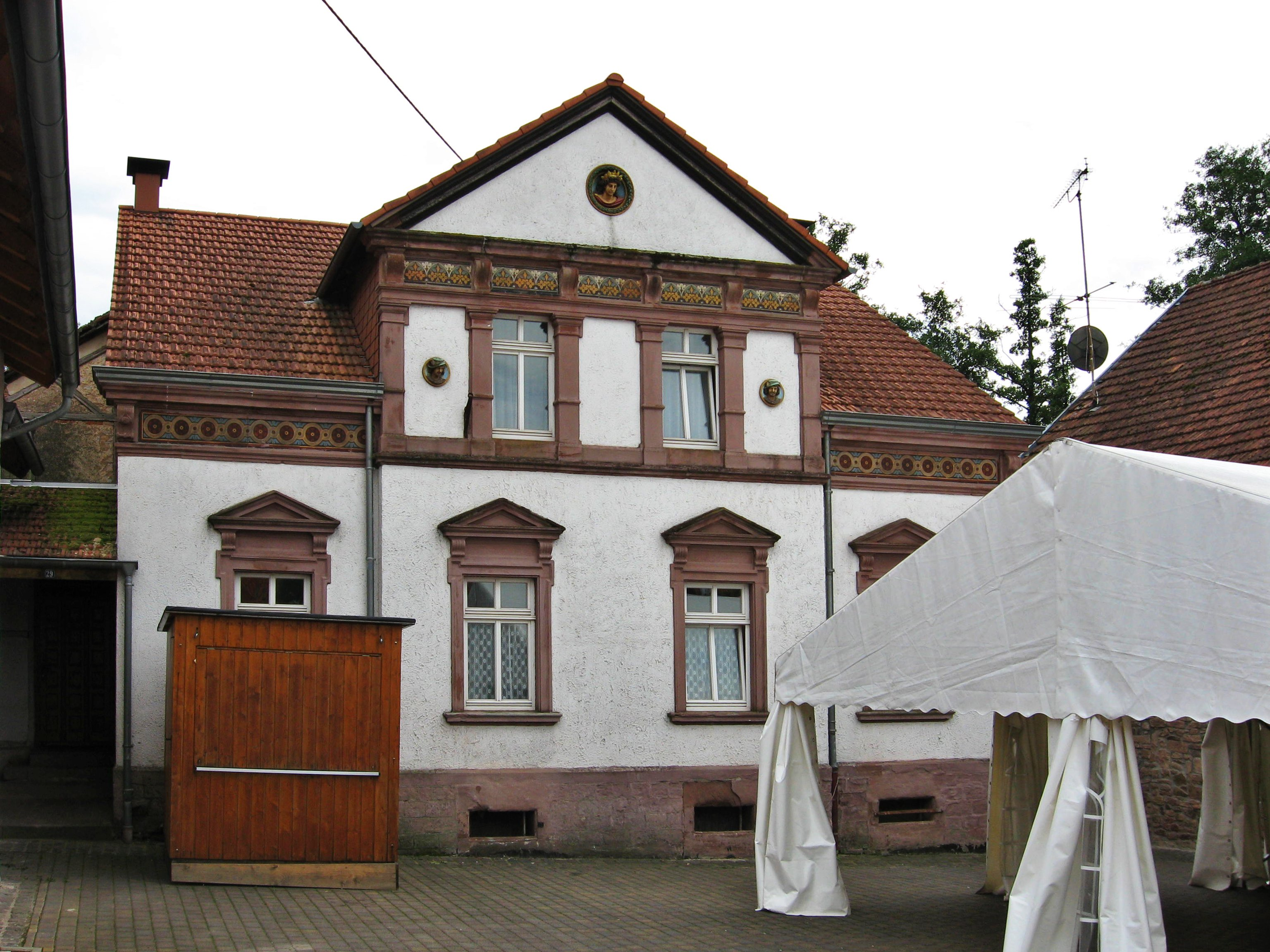
Schmelz: BettingerMühle
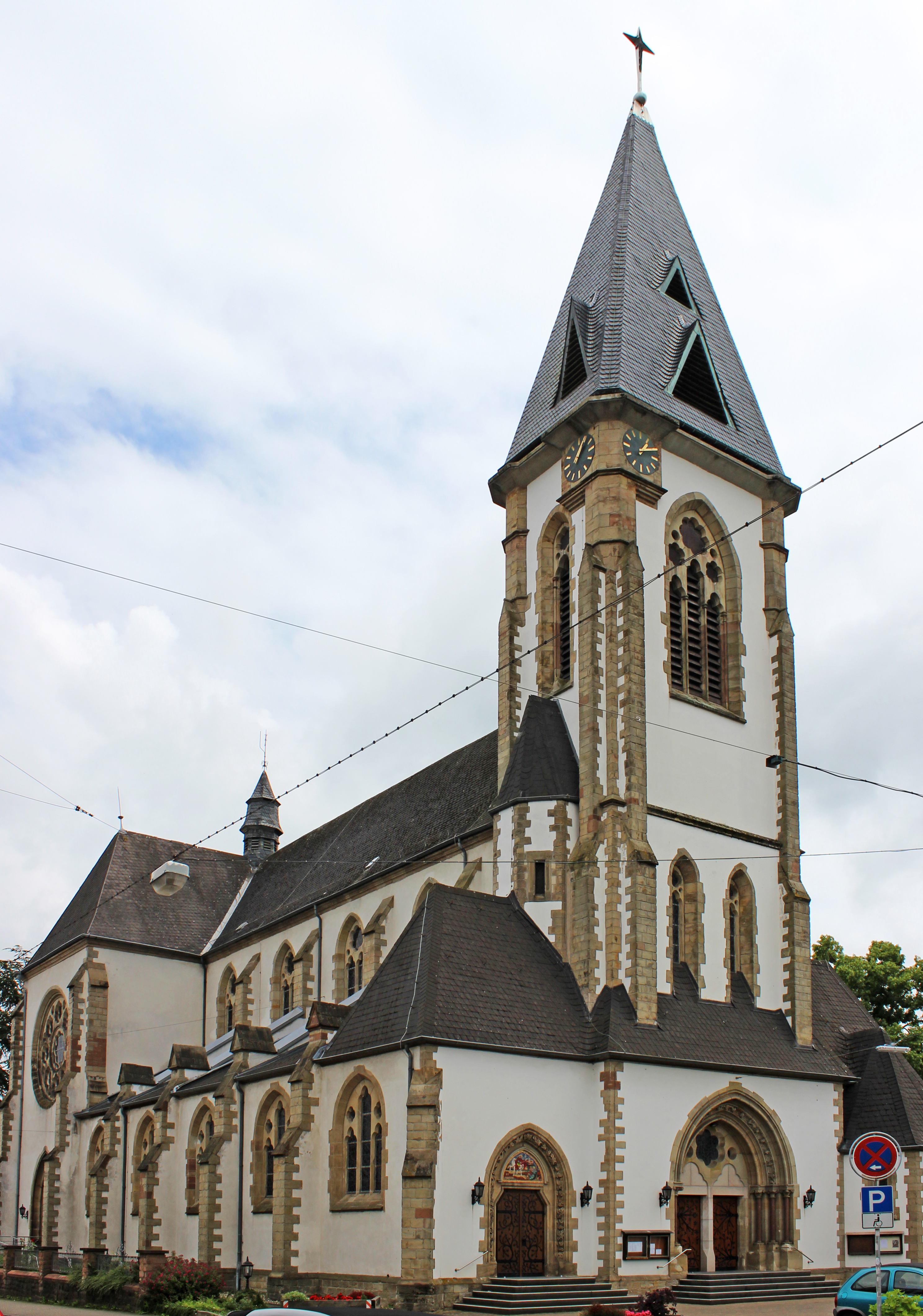
Schwalbach
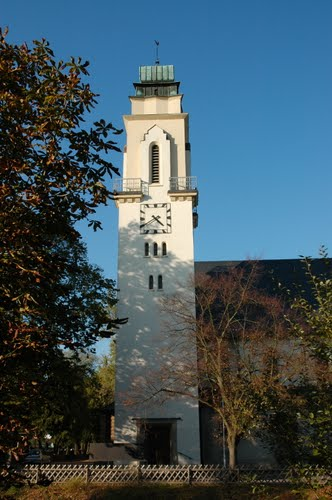
Ueberherrn
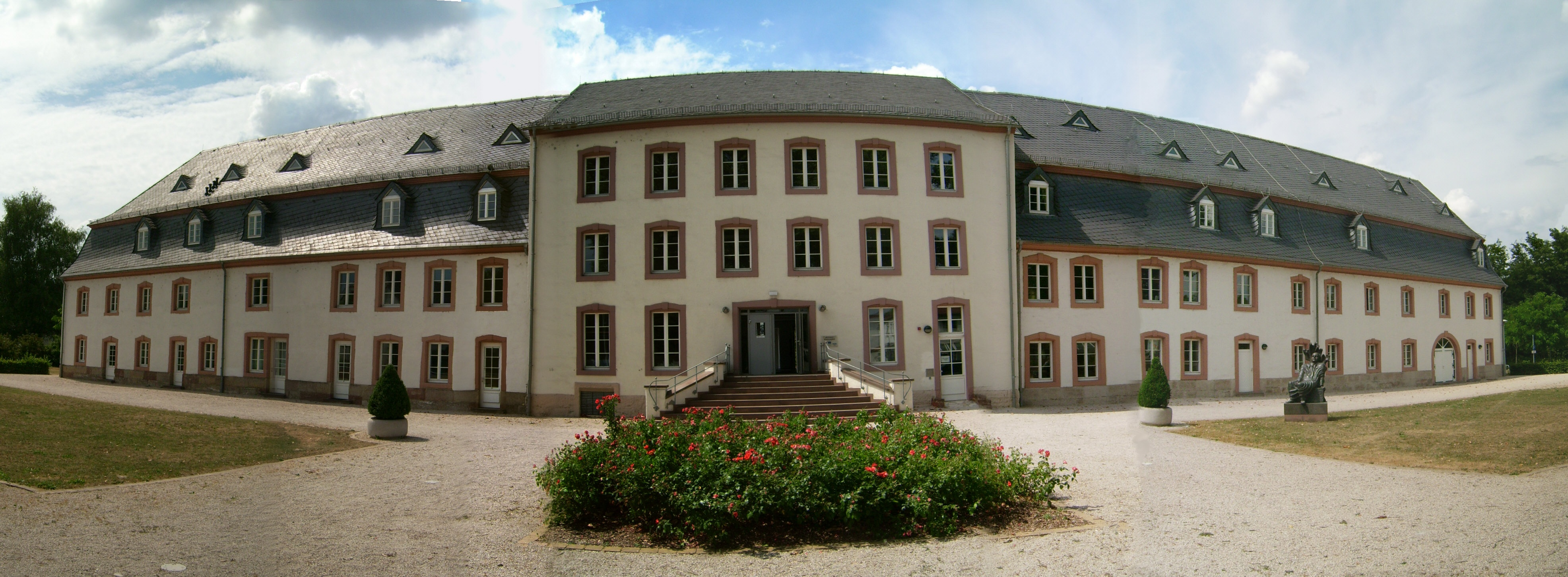
Wadgassen: az újságmúzeum
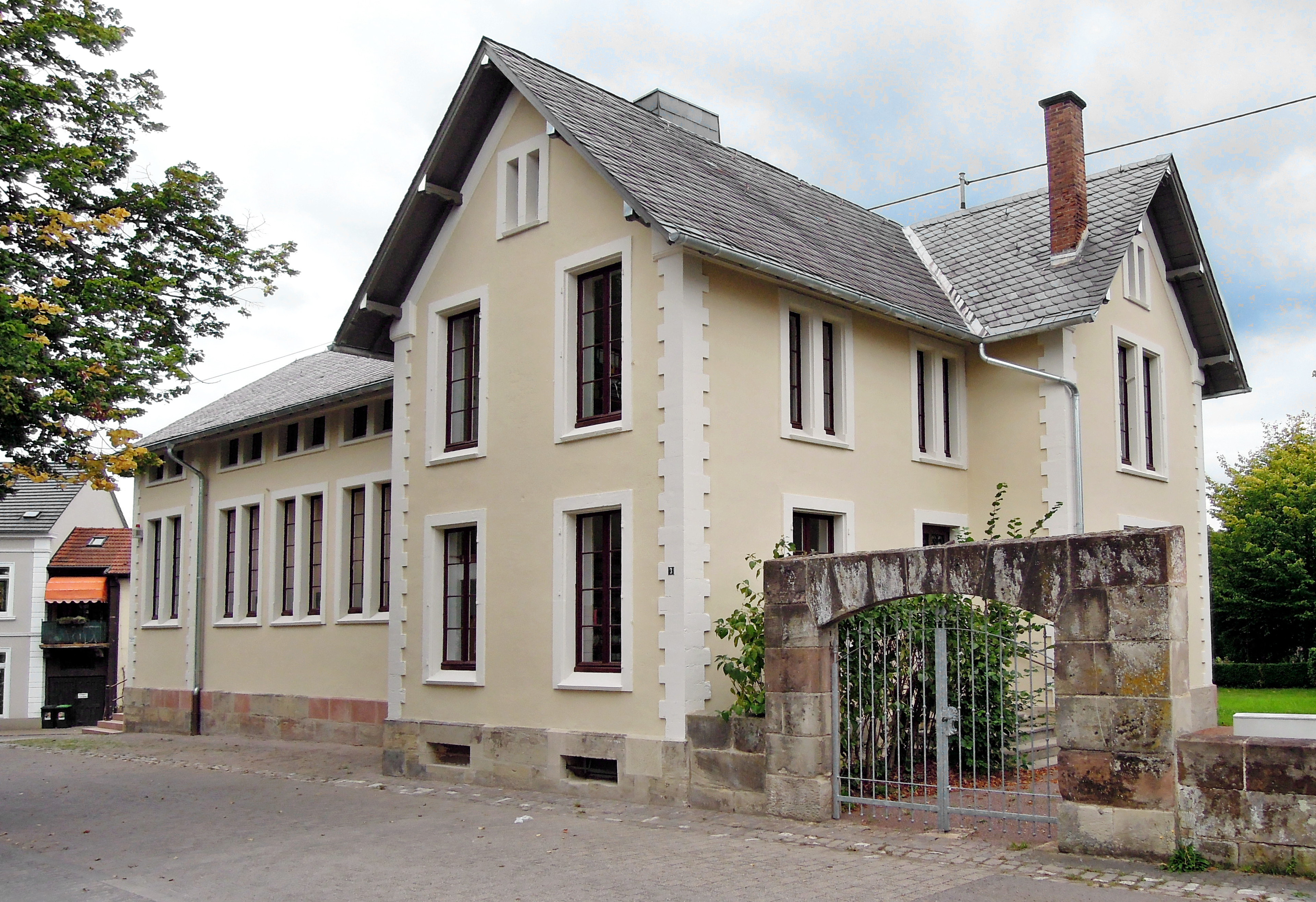
Wallerfangen: a múzeum

## Közlekedés
A járás legfontosabb regionális útvonala az A 8-as autópálya, amely Luxembourg-Saarlouis-Pirmasens útvonalon halad keresztül. Az A620-as autópálya pedig Saarlouisnál kezdődik (a saarlouis-i csomópontnál az A8-as autópályával csatlakozik) és egészen Saarbrücken-ig tart.
A legfontosabb vasútvonal a Trier és Saarbrücken közötti Saar-vonal. A közelben lévő nagyobb repülőterek a saarbrückeni, a luxemburgi és Franciaországban a metzi repülőtér.
A járás gépjárműveinek rendszámainak kezdő betűi 1957. január 1-jén a Saar-vidék Német Szövetségi Köztársasághoz való csatlakozása óta az SLS.

## Fordítás
- Ez a szócikk részben vagy egészben  a   Kreis Saarlouis című német Wikipédia-szócikk fordításán alapul.  Az eredeti cikk szerkesztőit annak laptörténete sorolja fel. Ez a jelzés csupán a megfogalmazás eredetét és a szerzői jogokat jelzi, nem szolgál a cikkben szereplő információk forrásmegjelöléseként.